# Arvicanthis blicki
Arvicanthis blicki là một loài động vật có vú trong họ Chuột, bộ Gặm nhấm. Loài này được Frick mô tả năm 1914.